# Vallée
Pour les articles homonymes, voir Vallée (homonymie).

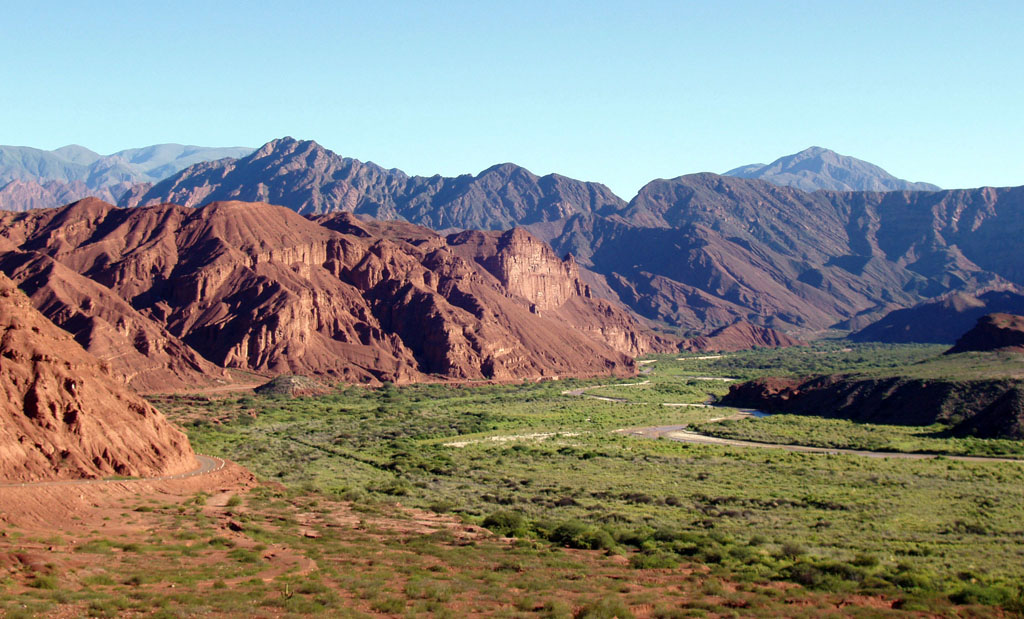
Vallées Calchaquies, Argentine.

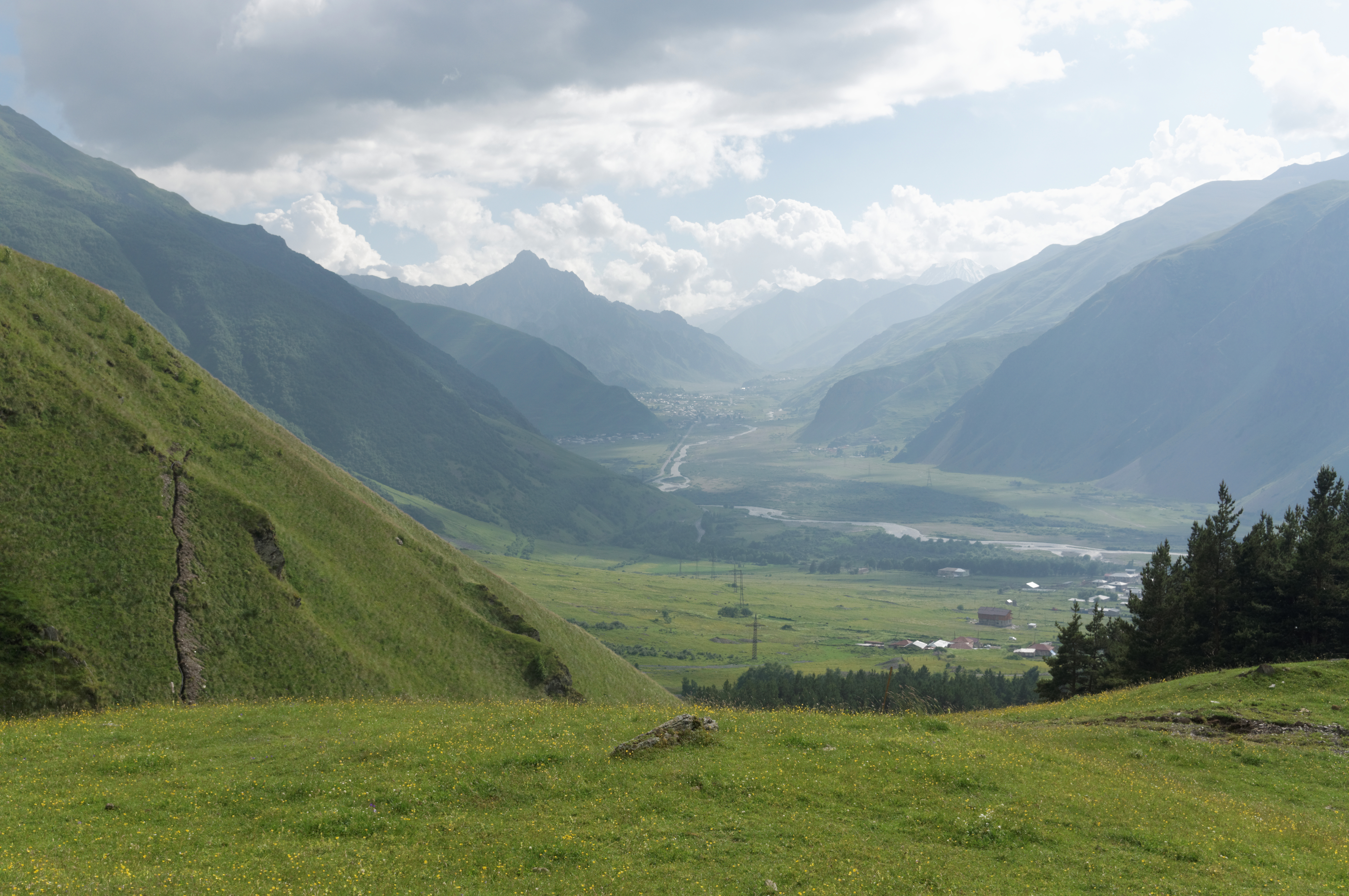
Vallée de montagne, avec zone alluviale et rivière en tresses (Géorgie, Caucase).

Une vallée est une dépression géographique généralement de forme allongée et façonnée dans le relief par un cours d'eau (vallée fluviale) ou un glacier (vallée glaciaire). Un espace en forme de vallée mais de taille modeste est appelé vallon. On parle parfois aussi de creuses, notamment dans le nord de la France, pour désigner des entailles plus modestes perpendiculaires aux vallées, dans les versants.

## Géomorphologie
Pour le géomorphologue, le fond d'une vallée constitue un talweg.
Les parties les plus hautes des versants (lignes de crêtes) constituent des lignes de démarcation des eaux et limitent le bassin versant. La rivière a généralement un lit mineur et un lit majeur qui sont souvent des zones inondables.
Les vallées abritent le plus souvent un cours d'eau, permanent ou temporaire (sinon on parle de vallée sèche). Elles peuvent aussi abriter des zones humides et peuvent être caractérisées par un micro-climat plus froid et/ou plus venteux, et une flore et une faune particulière (tourbières, marais, roselières, forêt alluviale, ripisylves, etc.). La suite de ces milieux de l'amont vers l'aval, c'est-à-dire d'un col vers la plaine ou la mer, ou vers une autre vallée sont généralement des éléments d'un réseau de corridors biologiques. Ces corridors naturels sont souvent artificialisés, car dans les zones habitées, les vallées ont souvent été précocement colonisées par l'homme qui a cultivé leurs terres fertiles, profité de la présence de l'eau ; de nombreuses villes et capitales sont situées dans les vallées de grands fleuves.
Métaphoriquement, on a appelé Silicon Valley une zone des États-Unis qui a concentré l'industrie de l'électronique et de l'informatique.
Les vallées peuvent être creusées par des cours d'eau, mais aussi correspondre à une faille géologique, comme en France la vallée d'Aspe, liée à la « faille nord-pyrénéenne » dans les Pyrénées-Atlantiques.

### Typologie

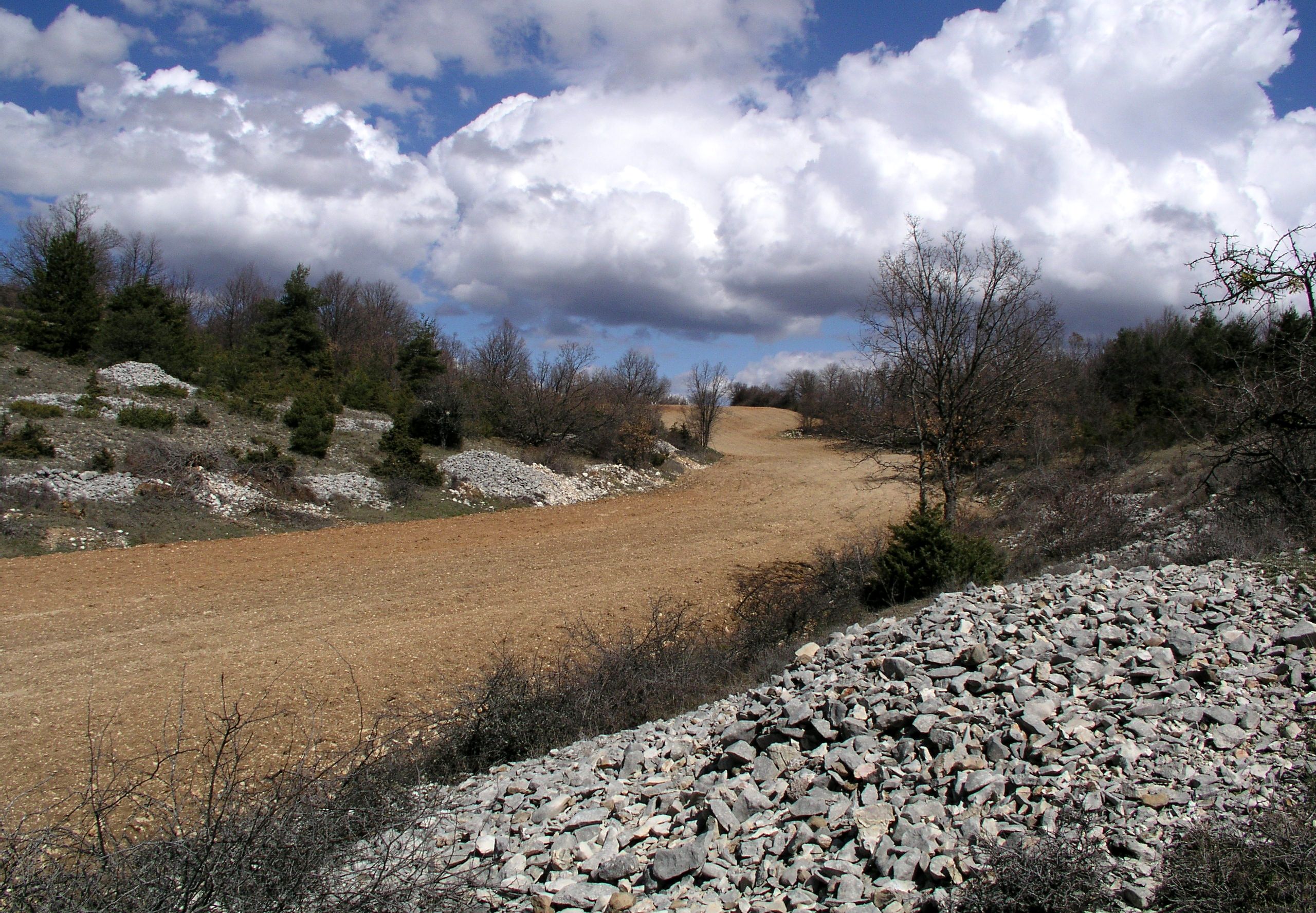
Vallée sèche de Paraloup (Montsalier) sur le plateau de Vaucluse (France).

Les vallées peuvent être classées selon leur origine (terrestre, lunaire, martienne, etc) et selon leur coupe transversale :
- vallée fluviale en gorge ou en canyon, façonnée par une érosion fluviale marquée ;
- vallée fluviale en « V », façonnée par une érosion pluviale sur ses versants ;
- vallée glaciaire en « U » ou « en auge », modelée par l'érosion glaciaire;
- vallée tectonique, formée par le mouvement de deux plaques tectoniques ;
- vallée sèche, vallée qui a perdu ou qui ne peut avoir d'humidité.
- vallée morte (qui ne suit aucun cours d'eau).

## Environnement

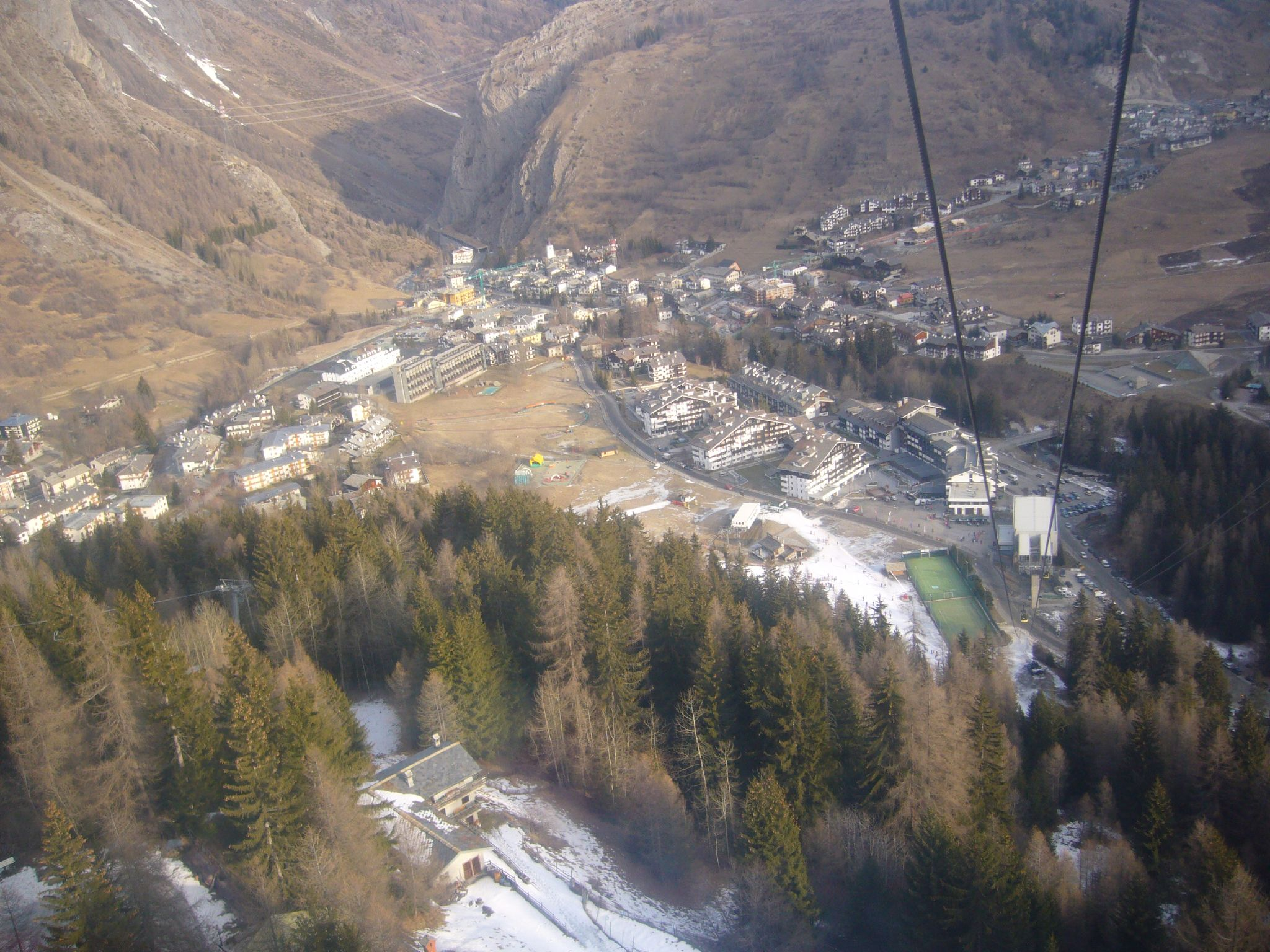
Les vallées sont théoriquement des corridors biologiques majeurs, mais en réalité souvent très artificialisés et fragmentés.

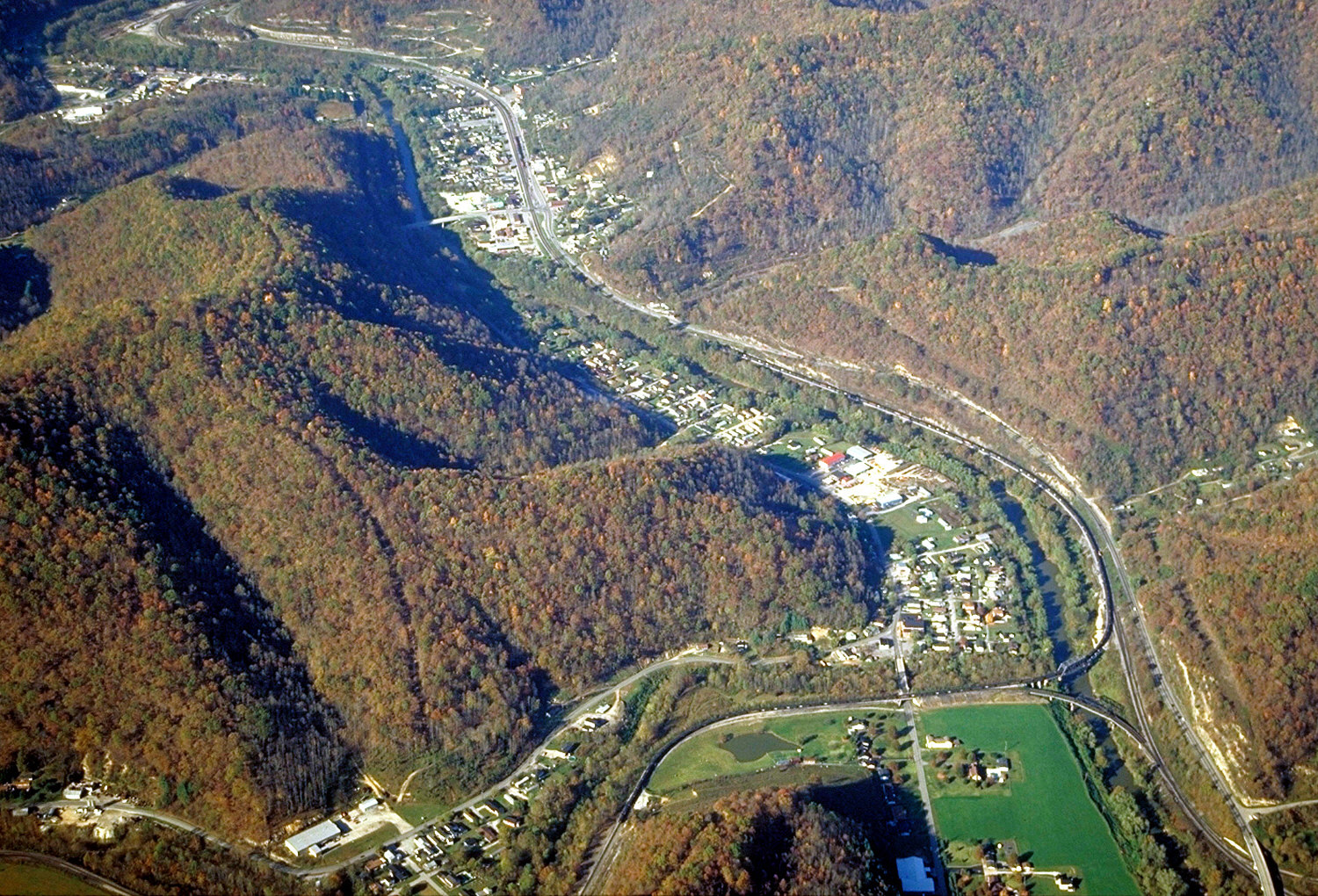
L'urbanisation des vallées est aussi un facteur d'accélération de l'eau, c'est-à-dire de sécheresse en amont et d'inondation en aval.

Les vallées abritent des milieux dits « alluviaux » souvent biologiquement productifs (hormis en zones froides et/ou arides).
Comme les montagnes, selon leur versant et leur orientation générale au vent et au soleil, selon leur latitude, leur profondeur, etc. les vallées abritent des espèces et des microclimats éventuellement très différents.
Par leur nature biogéographique particulière, les vallées peuvent aussi recueillir les polluants qui ruissèlent à partir du bassin versant.
De vastes vallées peuvent abriter un environnement particulier, voire des maladies endémiques vectorielles (ex. : la fièvre de la vallée du Rift qui touche au Kenya un grand nombre d'espèces animales domestiquées ou sauvages ainsi que l'humain).
La plupart des vallées ont eu par le passé ou ont encore des fonctions écopaysagères importantes de corridors biologiques. Ce sont aussi des zones qui ont été les plus habitées et construites par l'homme en dépit du risque d'inondation qui les caractérise souvent. Les villes, les barrages, certaines formes d'agriculture (intensive notamment), les voies de communication (route, chemin de fer, canaux navigables), les lignes électriques à haute tension sont des facteurs de fragmentation écopaysagère des vallées.

## Usages toponymiques
Le terme vallée, utilisé comme toponyme, doit être distingué du terme val qui est souvent employé pour désigner et nommer une région limitée dans divers pays d'Europe et dans leurs langues.
Ainsi, en France, le Val de Loire désigne la partie de la vallée de la Loire située entre Sully-sur-Loire (dans le Loiret) et Chalonnes-sur-Loire (en Maine-et-Loire) et non pas la vallée dans son entier de sa source à son embouchure.
Dans la langue française, les pluriels vaux et vals sont acceptés et utilisés indifféremment (Vaux de Cernay, Vals-les-Bains, etc.).
Dans la langue italienne, le toponyme est souvent contracté, le sens de val devenant alors moins visible (Val d'Arno contracté en Valdarno, Val d'Elsa contracté en Valdelsa, Val di Spoleto, Val d'Aoste, etc.).

## Expressions
Aux XVIIe et XVIIIe siècles, la formule « Nous ne nous reverrons qu'à la vallée de Josaphat » laissait entendre qu'on se séparait pour ne plus se revoir, hormis dans l'au-delà ; la vallée de Josaphat étant le lieu « où le vulgaire pense que doit se faire le Jugement Universel », c'est-à-dire là où — pour certains catholiques — les morts devraient ressusciter au jour du jugement dernier. 
Pour le dévot, l'expression vallée de larmes oppose la dureté du monde actuel au bonheur promis par la foi religieuse dans une vie future, après la mort.